# Daniel Carroll
Daniel Carroll (Upper Marlboro, Maryland, 22 de julho de 1730 - Forest Glen, Maryland, 5 de julho de 1796) foi um político e latifundiário do estado de Maryland, considerado um dos Pais Fundadores dos Estados Unidos.
Apoiou a Revolução Americana, serviu no Congresso da Confederação, e foi um delegado na Convenção de Filadélfia de 1787 (na qual foi redigida a Constituição Americana), e foi deputado. Apenas ele e outros quatro ratificaram tanto os Artigos da Confederação quanto a Constituição. Ele e Thomas Fitzsimons foram os únicos católicos entre os 55 Pais Fundadores.
A Rua Carroll, em Madison, Wisconsin, foi nomeada em sua homenagem.